# 方形頬骨
方形頬骨（英：Quadratojugal）は、現生の爬虫類や両生類を含む、数多くの脊椎動物に存在する頭蓋骨を構成する骨の一つ。

## 解剖学と機能
方形頬骨を持つ動物においては、方形頬骨は前側で頬骨、上側で鱗状骨と典型的に接続される。多くの場合、方形頬骨は上顎の後腹側に位置する。現在の多くの四肢動物においては、方形頬骨は失われているか、他の骨と癒合しており、現存しない。癒合しない方形頬骨を持たない現生四肢動物の例には、有尾目の両生類・哺乳類・鳥類・有鱗目の爬虫類がいる。
個体発生学的には、方形頬骨は膜性骨であり、脳函を形成する。鱗状骨と方形頬骨は互いに頬の領域を形成し、顔の筋肉に数多くの付着面をもたらす。

### 爬虫類と両生類

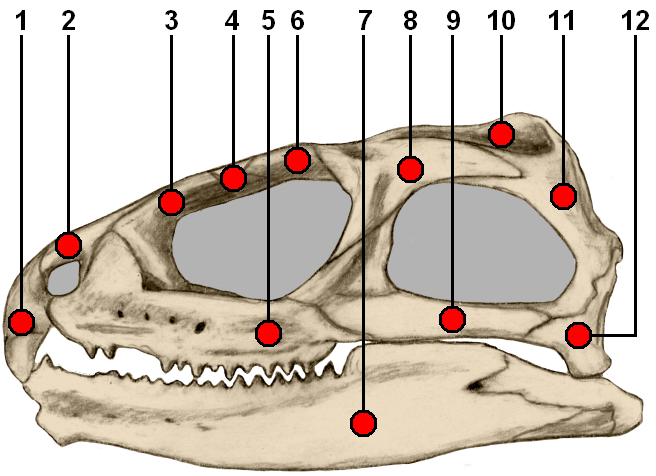
ムカシトカゲ属の頭骨。方形頬骨(12)は方形骨と癒合する。

大部分の現生爬虫類および両生類において、方形頬骨は卓越した細長い頭蓋骨の骨であり、頭蓋骨の後眼窩域に位置する。多くの爬虫類では、方形頬骨の内側面は顎関節に寄与する方形骨と関節する。爬虫類の進化の初期段階においては、双弓類は方形頬骨および頬骨からなるlower temporal barを進化させた。このlower temporal barは双弓類の頭骨の外側に位置する大型の孔の一つである下側頭窓の下側境界を形成する。しかし、現生の有鱗目（トカゲおよびヘビ）を含む多くの双弓類はlower temporal barを失っている。ワニ目とムカシトカゲ目には方形頬骨が保存されている。カメ目も方形頬骨を持つと見られている。現生両生類の間では方形頬骨は無尾目と無足目に存在することが知られているが、有尾目において明白には存在しない。

### 鳥類
現生鳥類では、方形頬骨は薄く棒状の骨要素として頭蓋骨に存在する。骨化において、頬骨と方形頬骨は癒合してjugal barを形成する。Jugal barは鳥類以外の双弓類におけるlower temporal barと相同である。頬骨および方形頬骨から派生したjugal barの部分は後眼窩骨・鱗状骨と関節する。これにより方形骨は上顎を開く際に回転運動が可能となり、頭蓋運動が促進されている。

### 哺乳類
哺乳形類を含む派生的なキノドン類は方形頬骨を失っており、小型の方形骨が鐙骨と関節し聴覚機能に寄与する。現生哺乳類では方形骨は内耳を構成する耳小骨の一つである砧骨に進化している。これは哺乳類の系統の共有派生形質であり、化石が哺乳類のものであるかの同定に用いられている。

## 進化

### 起源

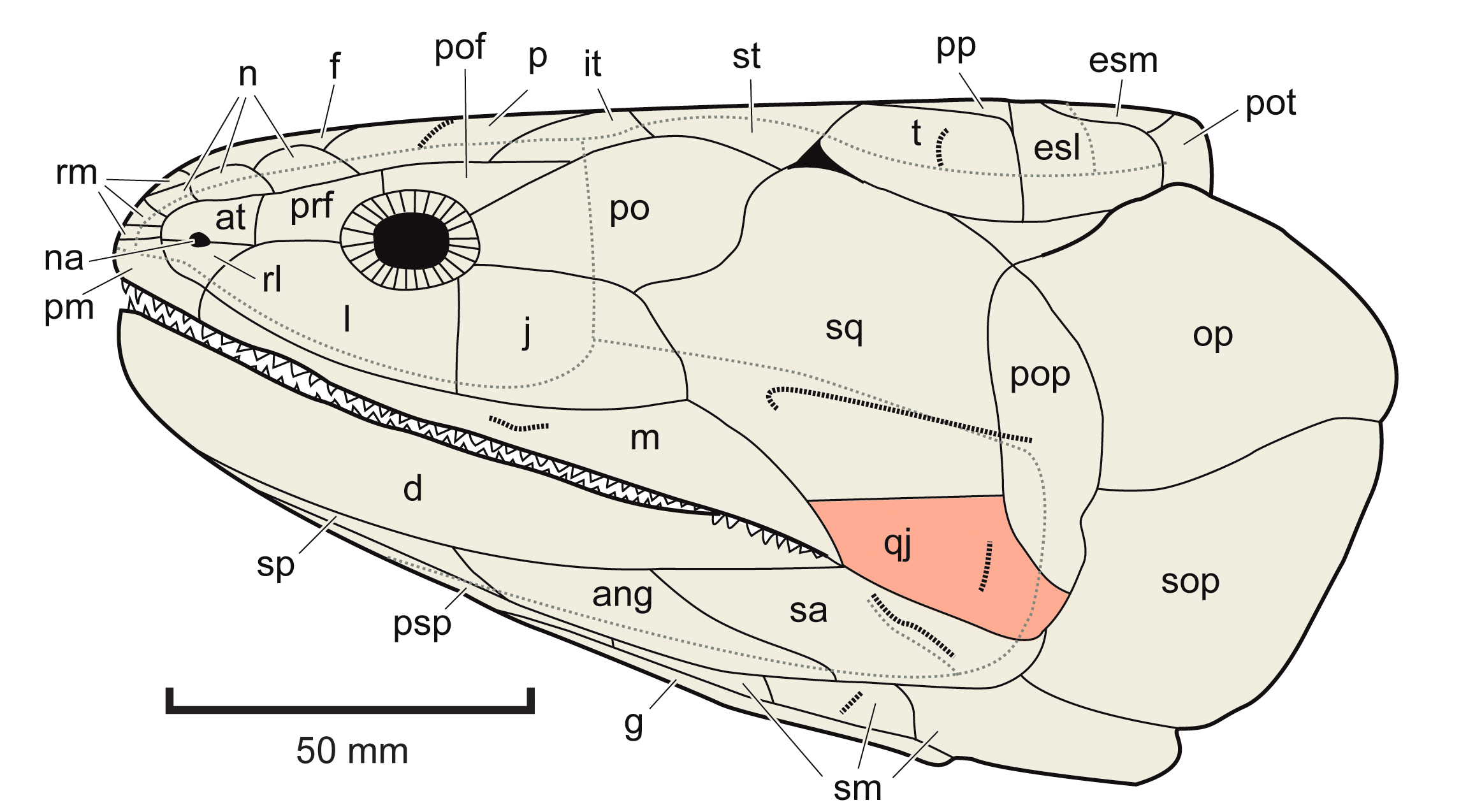
エウステノプテロンの頭蓋骨。方形頬骨はピンク色で塗られている。

方形頬骨は四肢動物を含む肉鰭類に起源を持つ可能性が高い。方形頬骨に似た位置にある小型の骨は板皮類のエンテログナトゥスや初期の条鰭類（ミミピスキスやケイロレピス）にも見られるものの、 当該の骨が方形頬骨と相同かは明らかでない。方形頬骨はコエラカントゥスやオニコドゥス科には存在しないが、現生のハイギョの遠縁にあたるポロレピス目には明確に存在する。多くの古生物学者は方形頬骨が魚類のpreoperculumから派生して形成されたと主張しているが、preoperculumが形成される以前に方形頬骨が存在したと考える研究者もいる。全ての四肢動物型の魚類 (en) は方形頬骨を持ち、子孫である四肢動物に受け継がれている。パンデリクチスやティクタアリクなどのElpistostegalia (en) は初めて方形頬骨と頬骨が接した脊椎動物である。彼ら以前には、頬骨は小型の骨であり、上顎骨と鱗状骨により方形頬骨から隔てられていた。
広義の両生類は、典型的に長方形に類似する長い方形頬骨を持つ。彼らの方形頬骨は上顎骨・頬骨・鱗状骨・方形骨と接する。伝統的に爬形類と考えられていた複数の系統では、頬骨は下側に拡大し、方形頬骨および上顎骨との接触が小さくなる。これは爬虫類にも例が見られており、爬虫類においては完全に接触が失われている。大部分の有尾目は中新世のケロトリトンを例外として方形頬骨を持たない。無足目に似た三畳紀のステレオスポンディリに属するキンレステゴフィス、古生代の細竜目のグループであるリソロフィス目でも方形頬骨は失われている。

### 単弓類

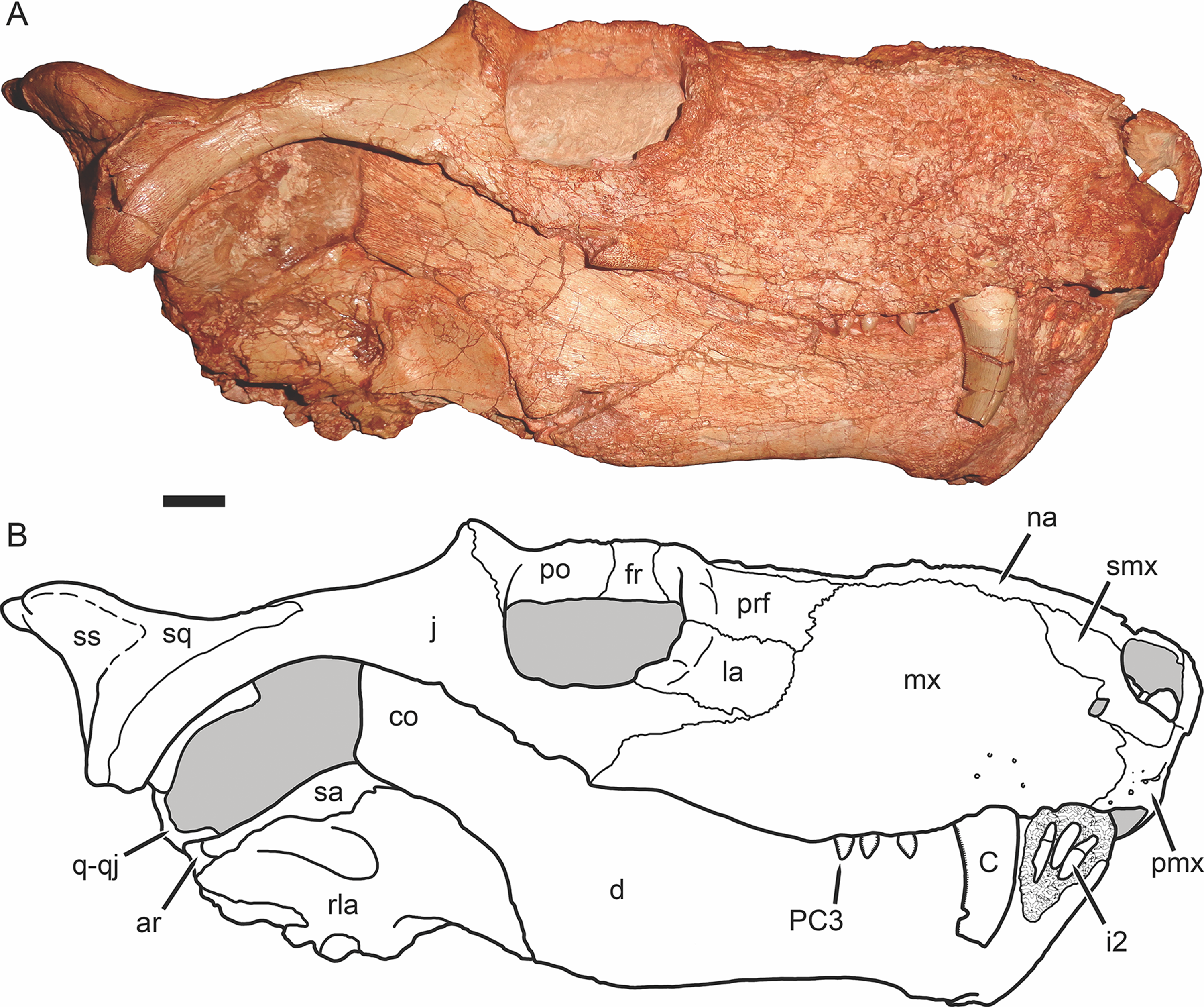
単弓類テロケファルス亜目のゴリニクスの頭蓋骨。方形骨-方形頬骨複合体がq-qjとして表記されている。

単弓類において、方形頬骨は進化史において大きな変化を遂げている。エオティリス科やカセア科といった初期の単弓類は長い方形頬骨を有し、方形頬骨-上顎骨の接触を再獲得した例も見られている。ゴルゴノプス亜目・テロケファルス類・ディキノドン類を含む大半の獣弓類では、方形頬骨は小型で、頬骨と長く接する。多くの場合は小型の方形骨と癒合して複合体を形成する。キノドン類のトリナクソドンは分かれた方形頬骨を維持している。キノグナトゥスなどの他のキノドン類は方形骨-方形頬骨複合体が頭蓋骨の内部に隠れており、緩く関節する大型の鱗状骨に側面を覆われている。

### 竜弓類
爬虫類と鳥類を含む竜弓類においては、方形頬骨と上顎骨の接触が完全に失われている。双弓類では、方形頬骨と頬骨は先述のように下側頭窓の下側境界を定義するlower temporal barを形成する。ペトロラコサウルスやヨンギナなどの初期の双弓類は両生類・「無弓類」・初期の単弓類と同様に方形頬骨が長く、lower temporal barの大部分を占める。しかし、より派生的な双弓類のメンバーでは、頭骨の側頭部に大きな形質変化が生じており、方形頬骨の構造にも影響した。

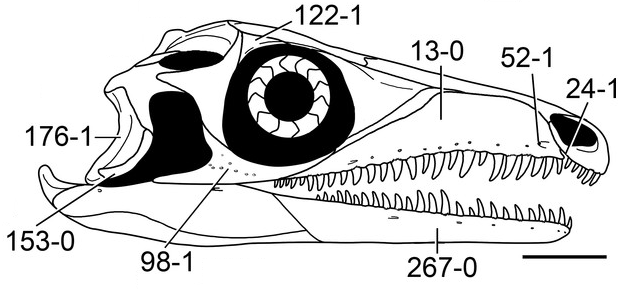
主竜様類のプロラケルタの頭蓋骨。不完全なlower temporal barを持ち、153-0が方形頬骨を指す。

双弓類は不完全なlower temporal barを持ち、方形頬骨と頬骨が互いに関節していない場合が多い。このためアーチ状構造を持つ下側面頭窓は下側で開口する。不完全なlower temporal barあるいはそれが存在しない様子は、ペルム紀のクラウディオサウルスで最初に見られており、他のペルム紀・三畳紀の双弓類の大部分にも引き継がれている。ただし、三畳紀のタニストロフェウス科・タラットサウルス類・ピストサウルス上科といった複数の海棲爬虫類では方形頬骨が完全に失われている。有鱗目も方形頬骨を欠いているが、初期の有鱗目に近縁なマルモレッタなどの属種では方形頬骨が維持されている。Lower tempral barを持たない魚竜は方形頬骨が上下に高く、下側頭窓の上に伸びて後眼窩骨と接する。プロガノケリスなど初期のカメも上下に高い方形頬骨を持ち、下側頭窓の影響を一切受けずに頬骨と接する。

ドロマエオサウルス科の恐竜であるドロマエオサウルスの頭蓋骨。方形頬骨は水色。

三畳紀の爬虫類にはlower temporal barを再獲得したものもいるが、彼らのlower temporal barの大部分は方形頬骨でなく頬骨で形成されている。これらの爬虫類では、方形頬骨は小型のLまたはT字型で、頭蓋骨の後端に位置する。ゲフィロサウルスなどの初期ムカシトカゲ目は不完全なlower temporal barを持ち、方形頬骨は方形骨と癒合する。現生のムカシトカゲなど、より後の時代のムカシトカゲ目のメンバーは、依然として方形骨と方形頬骨が癒合するものの、完全なlower temporal barを持つ。ワニや恐竜など主竜類を含む主竜形類(Archosauriformes)の全てのメンバーは完全なlower temporal barを持つ。これは板歯目、トリロフォサウルス、複数のリンコサウルス類、コリストデラ類でも同様である。
現生鳥類は薄い添え木状の頬骨と同化した方形頬骨を持つ。しかし、アーケオプテリクスやプテリゴルニスといった中生代の鳥群では、方形頬骨が分かれたまま保存されている。非鳥類型恐竜もまた、分かれた方形頬骨を持っている。